# Economista-chefe
O economista-chefe é uma classe de cargo único que tem a responsabilidade primária pelo desenvolvimento, coordenação e produção de análises econômicas e financeiras. Distingue-se dos outros cargos de economista pelo âmbito mais amplo de responsabilidade que abrange o planeamento, supervisão e coordenação da investigação econômica.

## Sintese
Os profissionais ocupando o cargo de Economista-Chefe desempenham suas funções predominantemente em instituições bancárias e governamentais. Na década de 2010, observou-se a instituição do papel de economista-chefe em grandes corporações de tecnologia, como Google e Microsoft. Adicionalmente, uma tendência emergiu nas empresas do setor de dados e serviços financeiros, visando empregar economistas-chefes em funções orientadas para clientes e meios de comunicação, com o propósito de proporcionar uma contextualização econômica mais ampla aos dados. 

## Posições governamentais
Na União Europeia (UE), o cargo de Economista-Chefe (também conhecido como Economista-Chefe da Concorrência) foi criado em 2003 como parte da Comissão Europeia, reportando-se ao Diretor-Geral da Concorrência. A função centra-se principalmente no aconselhamento sobre a aplicação das regras de concorrência da UE e no fornecimento de informações para processos judiciais perante os tribunais europeus. 